# Brochthausen
Brochthausen ist ein Ortsteil der Stadt Duderstadt im Landkreis Göttingen in Niedersachsen.

## Geographie
Es liegt an der Kreisstraße 109 zwischen Fuhrbach, Hilkerode und Zwinge, acht Kilometer nordöstlich von Duderstadt an der Landesgrenze zu Thüringen und gehört zum Untereichsfeld. Am nördlichen Dorfrand beginnt das Naturschutzgebiet Rhumeaue, Ellerniederung, Schmalau und Thiershäuser Teiche.

## Geschichte
In der Ersterwähnungsurkunde von Brochthausen vom 22. Mai 1334 nannte Herzog Heinrich II. von Braunschweig den Ort im Rahmen einer jährlichen Abgabe. Er verpflichtete sich zur Zahlung eines Vierdings (einer viertel Mark) zugunsten der Brüder Dethard und Hermann von Zwinge aus seinem Gute zu Brochthausen, welches unter dem Namen „Wrochthusen“ angegeben war.
Ab dem 4. Oktober 1429 war der Ort ein durch Kauf erworbenes Ratsdorf der Stadt Duderstadt. Tile Wolf verkaufte die Orte Brochthausen, Kreterode und Huxtal an die Stadt, die fortan bis 1815 die jurisdiktionelle und politische Hoheit ausübten, indem Abgaben und Dienstleistungen gefordert wurden. Zudem kam, durch den Eigentumsbesitz im Verlauf des Kaufs, noch die ökonomische Abhängigkeit der gesamten Gemarkung hinzu. Erst mit dem hannoverschen Ablösungsgesetz von 1831 begann sich das ökonomische Abhängigkeitsverhältnis allmählich zu lösen. Doch sollte es noch bis in das 20. Jahrhundert andauern.
In den Kriegen des 17. und 18. Jahrhunderts hatte Brochthausen, ähnlich wie die anderen Ratsdörfer Duderstadts, unter Einquartierungen, hohen Kontributionszahlungen und Plünderungen zu leiden.
Am 1. Januar 1973 wurde Brochthausen in die Stadt Duderstadt eingegliedert.

## Politik

### Ortsrat
Brochthausen hat einen gemeinsamen Ortsrat mit Langenhagen. Er setzt sich aus 13 Ratsfrauen und Ratsherren zusammen.
- CDU: 12 Sitze
- Wählergemeinschaft Duderstädter Bürger: 1 Sitz

(Stand: Kommunalwahl am 12. September 2021)

### Wappen
Das Wappen wurde am 9. Juni 1938 genehmigt.
Eine rote Wolfsangel aus dem Siegel derer von Wrochthausen ziert das Wappen dieses Ortsteiles.

## Kultur und Sehenswürdigkeiten

### Kirche St. Georg
Die katholische Kuratiekirche St. Georg gehört zur Pfarrei St. Sebastian, Rhumspringe. Der älteste bekannte Kirchen- bzw. Kapellenbau in Brochthausen entstand im 14. Jahrhundert; dieser wurde 1590 durch einen Neubau von Baumeister Michael Goldmann ersetzt. 1726 erfolgte ein Neubau des Chores.
Der heutige Bau entstand 1891/92 nach den Plänen des ortsansässigen Maurermeisters Jakob Brämer, die der Architekt Richard Herzig zuvor prüfte und korrigierte. Die Weihe erfolgte am 7. August 1892 durch Bischof Daniel Wilhelm Sommerwerck. Es entstand eine großzügige, aus heimisch gebrannten Ziegelsteinen erbaute, neogotische Hallenkirche (Backsteinkirche) mit fünfseitig geschlossenem Chor. Aus dem Treppengiebel der Westfassade heraus erstreckt sich der 42 Meter hohe, leicht eingestellte, Turm. Die rote Backsteinfassade an Turm, Langhaus und Chor ist in den Fensterrahmungen sowie am Sims durch dezente, weißverputzte Flächen geziert. Der Innenraum wird überspannt von einem dreischiffigen Kreuzrippengewölbe und zeichnet sich durch seine original erhaltene, in den Jahren 1987 bis 1991 restaurierte, reiche neogotische Ausmalung aus. Die Farben des Innenraums variieren hauptsächlich in hellen Ockertönen. Florale Dekore zieren Pfeiler, Gurtbögen und Gewölbeflächen in grünlichen, rötlichen, bräunlichen sowie beigen Farbtönen. Fensterumrahmungen, nachgebildetes Quadermauerwerk im Langhaus und ein rötliches Teppichwandmuster im Chor sind weitere Bestandteile der Wandbemalung. An den beiden östlichen Stirnwänden der Seitenschiffe befindet sich jeweils ein Wandbild, das den heiligen Joseph sowie die Verkündigung Mariens zeigt. Die vier Heiligenfiguren (um 1730) an den Pfeilern entstammen dem Hochaltar des Vorgängerbaus. Es handelt sich um Bildnisse der hll. Petrus, Paulus, Johannes Nepomuk und Joseph. Weitere Ausstattungsstücke sind eine textilbekleidete Prozessionsmadonna (um 1730) sowie eine spätgotische Marienfigur.
Orgel: Louis Krell & Sohn, Duderstadt, 1897
Geläut: Glocke 1 (a1, 1923, Weule, Bockenem), Glocke 2 (c2, 1923, Weule), Glocke 3 (e2, 1484, unbekannt)

### Sonstiges
Unweit von Brochthausen liegt 2,5 km nordöstlich des Dorfes das Rittergut „Rotenberger Hof“, ein ehemaliges Vorwerk derer von Minnigerode. Es gehört zwar politisch zum Ortsteil Pöhlde der Stadt Herzberg am Harz, ist jedoch postalisch, kirchlich, schul- und versorgungsmäßig nach Brochthausen und Duderstadt hin orientiert. Auf der knapp 2,5 km² umfassenden Wirtschaftsfläche richtete man ab 1994 einem Golfplatz ein.